# Favorit (radiostation)
Favorit var ett varumärke för radiostationer i Sverige och Danmark.

## Favorit i Skåne
Favorit var varumärket för två radiostationer i Skåne, en som sände med närradiotillstånd i Staffanstorp kommun och en som sände från Helsingör. Stationen i Helsingör bytte namn till "Rockkanalen" under 2009 och ska återigen byta namn till Bandit Rock och kommer då att vara en del av Banditnätverket. Stationen i Staffanstorp bytte under 2009 namn till Guldkanalen. Från november 2010 sände även Guldkanalen från Kävlinge kommun.

## Favorit 103,9
Favorit 103,9 sände från Södertälje och hade även en slavsändare i Skärholmen. Tidigare hette stationen Love 103,9. År 2010 blev stationen en del av Mix Megapol-nätverket.